# Edgar Bennett
Edgar Bennett III (Jacksonville, 15 febbraio 1969) è un ex giocatore di football americano statunitense che ha giocato nel ruolo di wide receiver nella National Football League (NFL). Fu scelto nel corso del quarto giro (103º assoluto) del Draft NFL 1992 dai Green Bay Packers. Al college giocò a football all'Università statale della Florida.

## Carriera professionistica
Bennett fu scelto nel corso del quarto giro del Draft 1992 dai Green Bay Packers. Iniziò la sua carriera professionistica come fullback ma divenne il running back titolare nel 1995 correndo 1.067. Sia come fullback che come running back, Bennett eccelse come ricevitore, guidando i Packers in ricezioni. Continuò ad essere titolare anche nella stagione 1996 ma nella seconda metà dell'annata Dorsey Levens ricevette un cospicuo numero di minuti in campo come running back. La carriera di Bennett culminò con la vittoria del Super Bowl XXXI contro i New England Patriots. Nella pre-stagione 1997 si ruppe il tendine d'Achille, non scendendo più in campo quell'anno. Bennett giocò coi Chicago Bears nel 1998 e 1999 dopo cui si ritirò.

## Palmarès

### Giocatore
- Super Bowl : 1

Green Bay Packers: XXXI
- National Football Conference Championship: 2

Green Bay Packers: 1996, 1997

### Allenatore
- Super Bowl : 1 (come allenatore dei running back)

Green Bay Packers: XLV
- National Football Conference Championship: 1

Green Bay Packers: 2010

## Statistiche
| Yard corse | 3.992 |
| Touchdown  | 21    |